# Atherigona laevigata
Atherigona laevigata este o specie de muște din genul Atherigona, familia Muscidae. A fost descrisă pentru prima dată de Friedrich Hermann Loew în anul 1852. Conform Catalogue of Life specia Atherigona laevigata nu are subspecii cunoscute.